# ГО "Апостольська Чота"
«Апостольська Чота» — молодіжна духовно-патріотична громадська організація при Церква Благовіщення Пресвятої Богородиці (Городок), Львівської області, наставником якої є парох церкви, військовий капелан отець Михайло Греділь (на фронті відомий як «Апостол»).

## Історія створення
Вже декілька років працює на благо міста, громади, країни та Української Греко-Католицької Церкви організація «Апостольська Чота». Зародившись у затінку війни на Сході України, під час активних волонтерських рухів, під час боїв і втрат, революцій та еволюцій нації та в часі таких необхідних державі істинних патріотів, котрі розуміють підґрунтя зла і знають ціну боротьбі. Молодь прийшла на допомогу – волонтеру, військовому капелану, оборонцю спокою в душах українських захисників, отцю Михайлу Греділю, відомому на Сході під псевдо «Апостол». Вони бачили його старання, вони йшли на світло з його серця, відчували величезний ще не розкритий потенціал, активно допомагали.
На початку заснування руху юні хлопці та дівчата із «Апостольської Чоти» допомагали пакувати теплий одяг, їжу, засоби гігієни для хлопців-воїнів на Схід, ліпили вареники, розмальовували автівки та фургони у камуфляжні кольори, плели маскувальні сітки, організовували велелюдні заходи, акції, привертали увагу до проблем духовного та патріотичного виховання молоді в Україні. І поки Провідник отець Михайло Греділь разом з іншими волонтерами підтримував бойовий дух українського воїнства на Сході, тут у Городку формувалось нове покоління нації.
Від тоді «Апостольська Чота» - це організація, яка плекає Україну. Вона була офіційно зареєстрована 21 вересня 2017 року. Метою діяльності є духовно-патріотичне виховання дітей та молоді. Її досягнення з року в рік досягають нових апогеїв.

## Напрямки діяльності
Громадська організація «Апостольська Чота» працює у таких напрямках:
- Патріотична формація– проведення та участь у різних патріотичних акцій, вшанування пам’яті Українських Героїв, вивчення історії рідного краю, екскурсії, таборування, відкриття власної патріотичної читальні, догляд та відновлення пам’ятників Героїв національно-визвольних змагань, перегляд патріотичних фільмів.
- Духовне формування молоді - підтримка українських церковних традицій, катехизація, молитовні практики.
- Соціальне служіння – допомога самотнім людям похилого віку, підтримка дітей, що перебувають у скрутних життєвих обставинах, поїздки у дитячі будинки, волонтерство, допомога воїнам АТО/ООС та їх сім’ям, благодійні ярмарки, співпраця з благодійними фондами, створення та організація власного соціального відділу з необхідними речима для потребуючих людей.
- Допомога ЗСУ - забезпечення військовослужбовців на фронті необхідними речами: автомобілями, тактичним спорядженням, амуніцією, продуктами харчування, медикаментами, тощо. А також волонтерські поїздки команди «Апостольська Чота» на передову, щоб передати посилки та необхідні речі бійцям безпосередньо у руки.
- Неформальна освіта – проведення різних навчань та тренінгів на патріотичні та актуальні соціальні теми із запрошенням відомих спікерів.
- Культурно-просвітницька діяльність – зняття відеороликів, діяльність Ансамблю Апостольської Чоти, проведення концертів.
- Кіностудія «Апостольська Чота» – створення фільмів та відеокліпів. Незламні (фільм), знятий громадською організацією “Апостольська чота”.  Режисером короткометражного художнього історико-документального фільму, знятого на основі реальних подій є військовий капелан, священник УГКЦ Михайло Греділь.
- Спортивне виховання – проведення різних спортивних заходів, створення футбольної команди, волейбольної команди, участь у турнірах та військо-спортивних заходах.
- Журналістика – створення власного щомісячного друкованого видання (8ст) «Апостольська Чота. Вісник», участь у тренінгах та навчаннях.
- Choto English Speaking Club – вивчення та удосконалення розмовної англійської мови.
- Тактична група – військово-тактичне формування молоді, вишколи.
- Молодша група «Апостольської Чоти» - духовно-патріотичне виховання дітей віком від 10 до 13 років.

## Символіка
Емблемою АЧ є символ, що складається з кількох елементів.
Чорне тло – це земля, наша матір-годувальниця,  а червоне – символ крові, пролитої тисячами людей задля незалежності Батьківщини. А ось білий хрест з загостреним кінцем власне й розкриває всю суть діяльності молоді: військовий вишкіл задля оборони й духовний розвиток.
Прапор АЧ - жовто-блакитний стяг, в центрі якого розташовано емблему організації. Червоно-чорне полотнище - прапор Організації Українських Націоналістів (революційної) і організованого націоналістичного руху вцілому - в центрі якого розташовано емблему АЧ.

## Однострій і зовнішній вигляд
Апостольська Чота має власний однострій. До однострою входить чорна футболка з емблемою та назвою організації, темно зелена та чорна тактична форма, а також чорний берет. Учасники організації отримують нашивки з емблемою АЧ.

## Керівні органи
Керівними органами АЧ є  Загальні збори, Провід, Голова.